# Algar do Pico Gaspar I
O Algar do Pico Gaspar I é uma gruta portuguesa localizada na freguesia de São Bartolomeu, concelho de Angra do Heroísmo, ilha Terceira, arquipélago dos Açores.
Esta cavidade apresenta uma geomorfologia de origem vulcânica em forma de fenda localizado em campo de lava dotado por cratera vulcânica. Apresenta uma profundidade de 12.5 m. por um comprimento de 8.5 m.